# 苏黎世
蘇黎世（德語發音：[ˈt͡syːrɪç]；瑞士德語：Züri），又譯蘇黎士，是蘇黎世州的首府，瑞士聯邦的最大城市。屬於瑞士德語區。2012年城市人口約38万，市区人口近110万，包括郊区在内的蘇黎世都会区人口達190万。蘇黎世是瑞士主要的商业和文化中心（瑞士的政治中心和首都在伯尔尼）。蘇黎世是瑞士銀行業的代表城市，世界金融中心之一，瑞银集团、瑞士信贷银行和許多私人银行都将总部設在蘇黎世。苏黎世国际机场是瑞士最大的機場。国际足球聯合會总部也设在蘇黎世。根据2006年和2007年的部分调查显示，蘇黎世在这两年的世界最佳居住城市評選中高居全球首位。
「蘇黎世」的名称可能来源于凯尔特语中的“Turus”，一项有力的证据就是在出土的公元2世纪罗马帝国占领时期的墓志铭上发现了古代该城名称的罗马化形式——。

## 历史

### 早期历史

苏黎世湖畔格罗斯大教堂一瞥

苏黎世湖周边有存在新石器时代和青铜时代的定居点遗迹，特别是在林登霍夫（Lindenhof）附近发现了前罗马时期的拉坦诺文化遗迹，这是一座冰碛山丘並且存有一些原始的石製器物。公元前15年左右，罗马人在林登霍夫建造了一座城堡，将这里称为“Turicum”（起源于凯尔特语的地名），作为在利马特河上面贩卖货物的征税点。公元318年，君士坦丁大帝行政改革之后，图里库姆位于高卢和意大利两大近卫辖区的边界附近，因此边界的驻军和城堡有效保护了图里库姆的安全。苏黎世最早的记录是在2世纪，发现于林登霍夫的碑文上面写着Statio Turicensis Quadragesima Galliarum。
据说在835年，法兰克帝国查理大帝的孙子、东法兰克王国国王路易二世在该地的一座古罗马城堡的遗址上重建了一座加洛林王朝的城堡（拉丁语："in castro Turicino iuxta fluvium Lindemaci"）。路易还于853年为其女儿希尔德加德建造了妇女修道院（今圣母大教堂）。他把今天的苏黎世州、乌里州的土地和阿尔比斯山上的森林赠与本笃会女修道院，并授予该女修道院豁免权，把它置于自己的直接统治之下。
1045年，德意志国王及神圣罗马帝国皇帝亨利三世（亦即巴伐利亚公爵亨利六世）批准女修道院拥有市场、征税和造币的权力，从而使该女修道院的院长成为该城市的有力的统治者。

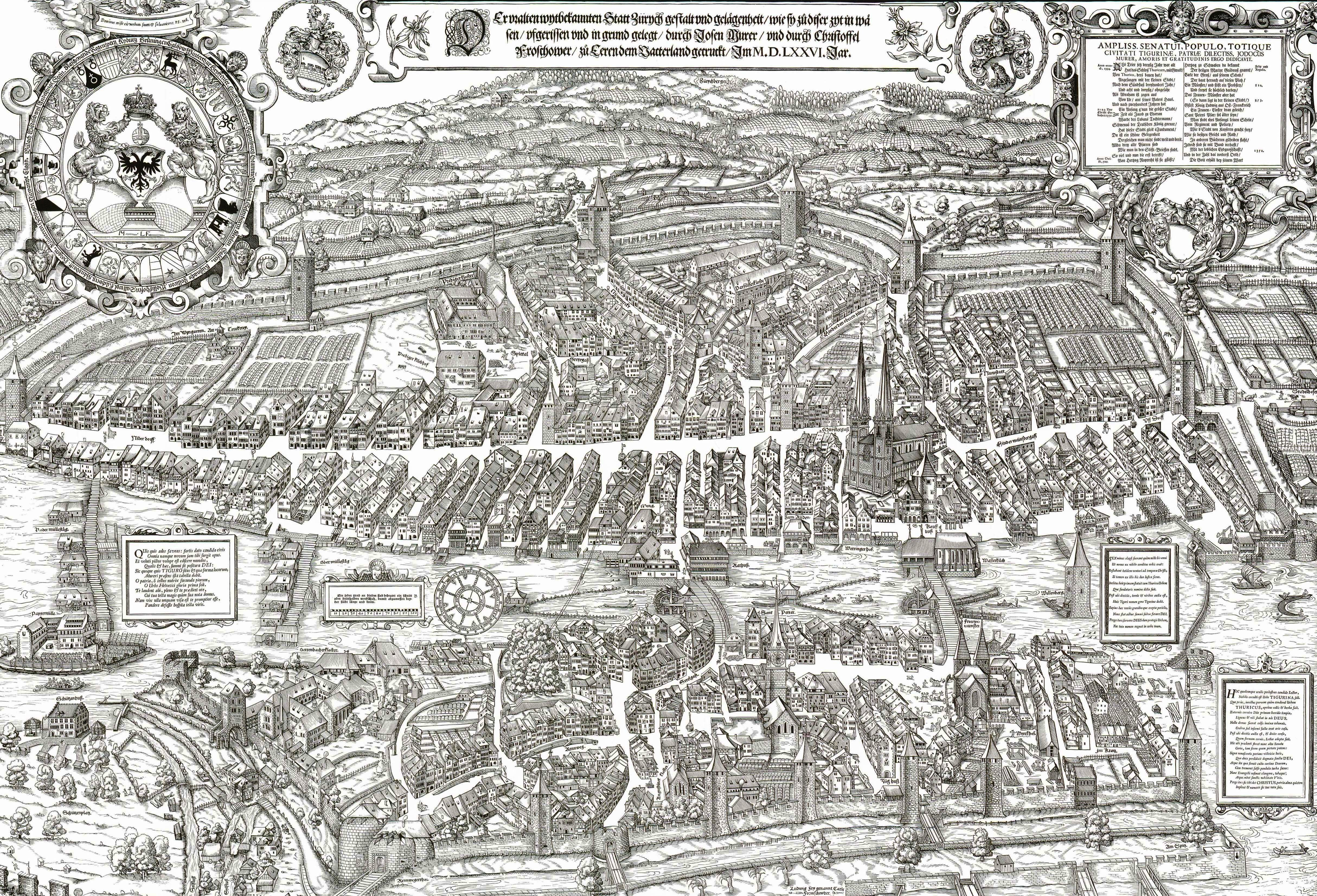
1576年苏黎世的地图《繆爾平面圖》

1218年，当统治苏黎世的策林根家族直系绝嗣后，苏黎世成为皇家直辖市。在1230年代该城四周建起了城墙，围绕面积有38公顷。1234年，皇帝腓特烈二世晋升妇女修道院院长为女公爵级别。女院长指定市长，她还经常把造币的工作委派给市民。可是，当1336年在鲁道夫·布伦领导下通过《经济行会法》（Zunftordnung）以后，女修道院的政治权力逐渐衰弱。鲁道夫·布伦也成为第一个非女院长指定的独立派市长。
14世纪早期苏黎世完成了一个中世纪德语诗歌的重要来源马内塞古抄本（Manesse Codex），这个手抄本被称为“几个世纪以来最精美的德语手抄本”，在1304年到1340年之间这个手抄本在苏黎世市内进行复制和插图化工作。制作这本手抄本是成本非常高的工作，需要高水平的抄写员和微型画家连续几年的工作。值得注意的是这本手抄本中保存了部分反映中世纪犹太人生活的歌曲。
苏黎世在1273年确认有犹太人的存在，13世纪的时候建了一座犹太教堂。1349年黑死病爆发，苏黎世和其他瑞士城市一样开始了排犹活动，包括各种迫害和焚烧犹太人，犹太社区也在那个时候终结了。到14世纪末，犹太社区重建，但是在1423年被苏黎世当局下了永久逐客令。犹太人被彻底驱逐，直到19世纪才得以重新回到苏黎世。

### 加盟瑞士邦联
1351年5月1日，苏黎世公民代表在卢塞恩、施维茨、乌里和翁特瓦尔登的代表面前宣誓效忠瑞士邦联，苏黎世因此成为邦联的第五个成员。当时的邦联只是一个事实上独立国家之间组建的松散联盟。从1486年开始，苏黎世是瑞士国会的主持州。直到1848年为止，这个瑞士国会实际上瑞士邦联的行政委员会和立法机构。1440年，苏黎世因为托根堡地区的领土归属问题与其他邦联成员产生矛盾，导致自己被开除出邦联，并且爆发了战争（老苏黎世战争）。1446年，双方在局面僵持的情况下达成和平协议，1450年苏黎世重新加入邦联。
慈运理在1520年代在苏黎世圣母大教堂担任传教士，并开启了瑞士的宗教改革，他实际上从1484年开始一直住在苏黎世，直到1531年去世。以慈运理整理翻译的圣经为基础的苏黎世圣经于1531年开始发行，并且导致苏黎世的政治事务和公民生活发生重大变化，并将改革的理念传播到其他一些州。不过仍然有几个州坚持天主教信仰，这也导致了后续的卡佩尔战争等一系列宗教冲突。
16到17世纪，苏黎世议会采取了孤立主义的政策，并在1624年兴建了非常宏伟的防御工事，主要是为了应对席卷欧洲的三十年战争。由于修建城墙的资源是苏黎世从附属领土上面强行进行征收的，因此导致了大规模的起义并被残酷镇压。1648年三十年战争结束，苏黎世宣布成立共和国，并彻底脱离了神圣罗马帝国自由皇城的地位。这段时间苏黎世的治理方式主要是贵族领导的寡头政治（Patriziat），由几个主要的家族进行控制。
1798年，瑞士爆发革命，旧制度纷纷垮台。1803年到1805年，苏黎世失去了对附属领土的控制权和经济特权，苏黎世市和苏黎世州的财产明确分离。1839年9月6日，因为城乡之间的矛盾爆发了苏黎世暴动（Züriputsch），导致市政权力向城市公民倾斜。最终为了减轻苏黎世乡村地区对城市霸权的担忧，苏黎世最终在17世纪拆毁了绝大部分的城墙。1859年，奥地利、法国和撒丁王国签署了苏黎世条约。

### 近现代

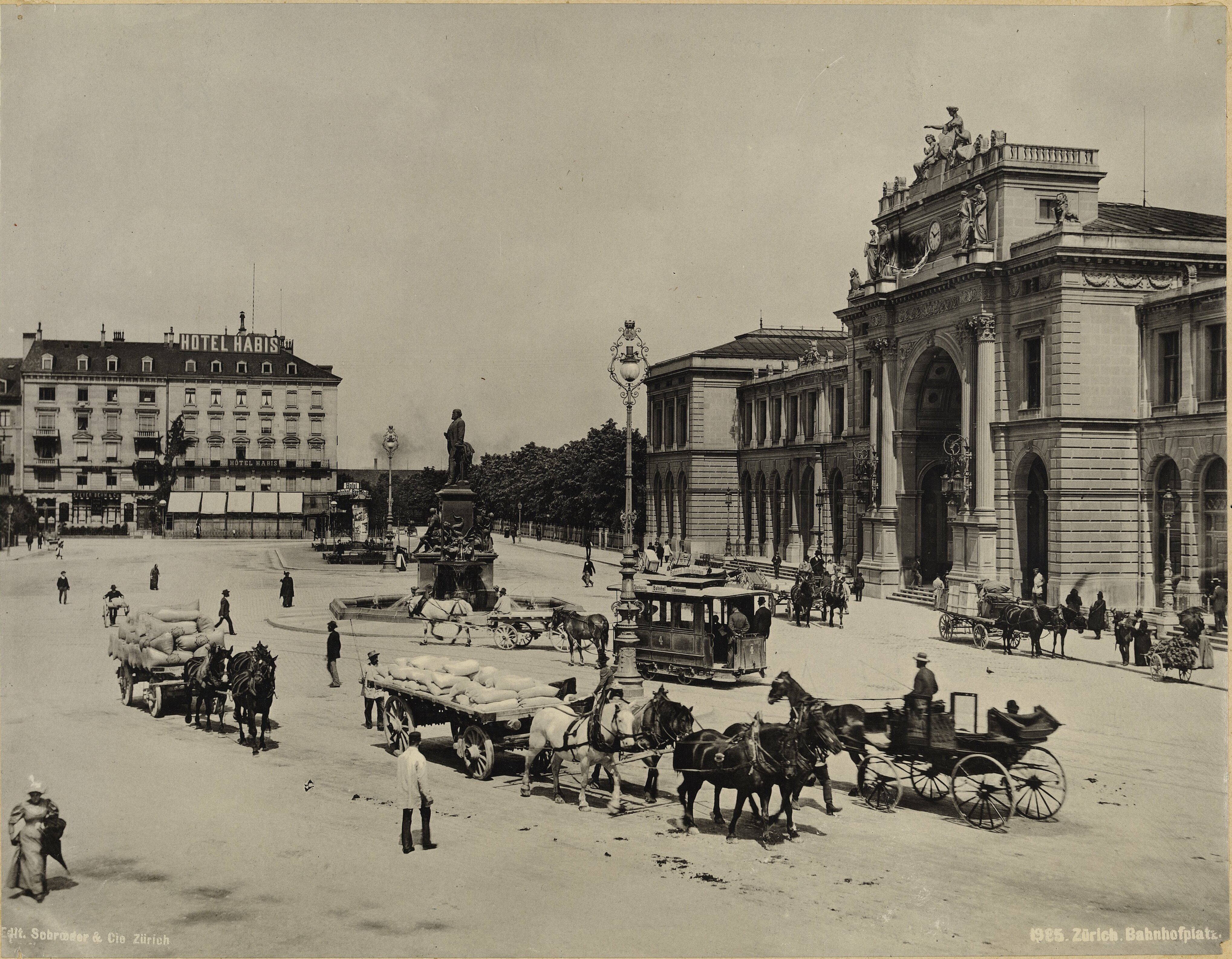
1900年的苏黎世车站广场

苏黎世在1839年成为瑞士联邦的首都（为期两年），当时保守党在当地获得了政治胜利。1845年，激进党重新获得苏黎世的政治主导权，并让苏黎世再次成为瑞士首都（为期两年）。独立联盟成立之后，苏黎世率先提出反对意见，主导了独立联盟战争的进程并筹建了新的瑞士联邦体制。
从1830年开始，大量移民从乡村地区进入苏黎世城市，创造了一个新的工人阶级，但是他们缺乏政治权利，也无法影响市政决策。在1875年，苏黎世当地才通过一项法律，授予他们十年的居住权（等同于公民权）。1893年，苏黎世外围的十一个区被并入市内，并授予居民公民权。
1862年，在确认公民平等后犹太人返回苏黎世定居。
19世纪的苏黎世发展迅猛，从1847年开始，瑞士境内的第一条铁路——“西班牙-布罗特利铁路”（Spanisch-Brötli-Bahn）把苏黎世和巴登连接在一起，而苏黎世火车总站则成为瑞士铁路网的起点。现在的总站大楼的历史可以上溯到1871年。苏黎世著名的车站大街（Bahnhofstrasse）于1867年开始布局。苏黎世证券交易所则于1877年成立。快速工业化导致了城市扩张和人口的快速增长，尤其是在苏黎世郊区。
湖畔码头项目（Quaianlagen）是当时苏黎世发展的重要里程碑。在工程师阿诺德·比尔克利的管理下，湖畔码头的建设（1881-1887年）将苏黎世从中世纪小镇转化为现代大都市。
1893年，为了解决人口问题，市政当局在苏黎世湖开垦出一片额外的土地。
1934年，苏黎世西部和北部的八个区正式并入市内。
二战期间（1945年3月），苏黎世被美国空军意外轰炸。由于不少受纳粹德国迫害的犹太人在瑞士寻求庇护。1933年在苏黎世成立了专门针对犹太人的难民援助中央委员会。
2005年，苏黎世州承认犹太宗教团体为法律实体。

### 盾形纹章

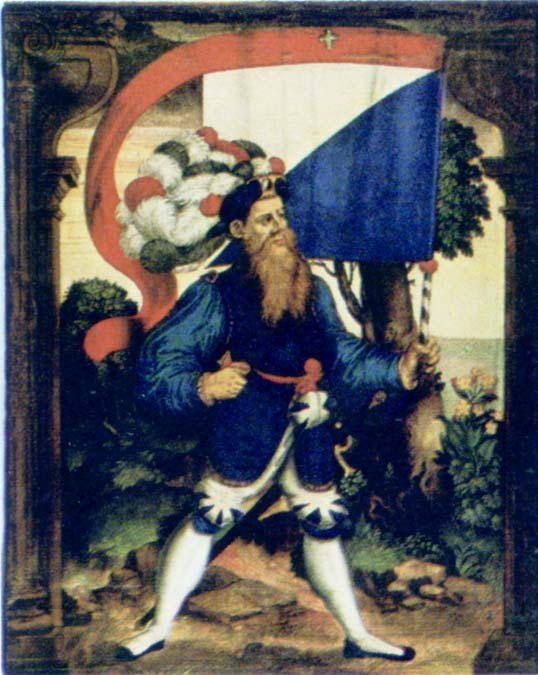
披掛苏黎世横幅的人像，1585年Humbert Mareschet所畫。

苏黎世的蓝白两色盾形纹章自1389年被採用，是从自1315年使用蓝色和白色条纹的旗幟演化。第一次證實有同樣設計的旗幟是在1434年。纹章以兩雙獅子作為襯托。旗幟上紅色的長帶（Schwenkel）有不同的說法：在苏黎世人民來說，那是魯道夫一世所賜的榮譽。在周邊人民眼中是一種恥辱的象徵，紀念在1292年在溫特圖爾失去的旗幟。
現時，苏黎世州和苏黎世市使用同样的盾形纹章。

## 地理
苏黎世位于从苏黎世湖北端開始的利马特河四周被长满樹林的小山包围。利马特河和锡尔河的交汇於市火车总站广场，鄰近瑞士國家博物館。地理上（和歷史上）的市中心是利马特河左岸的一個小山崗林登霍夫山，在利马特河離開苏黎世湖的源頭北面約700米。現在城市擴展超越小山所限的地界。
| Zürich / Kloten (1961-1990) | Zürich / Kloten (1961-1990) | Zürich / Kloten (1961-1990) | Zürich / Kloten (1961-1990) | Zürich / Kloten (1961-1990) | Zürich / Kloten (1961-1990) | Zürich / Kloten (1961-1990) | Zürich / Kloten (1961-1990) | Zürich / Kloten (1961-1990) | Zürich / Kloten (1961-1990) | Zürich / Kloten (1961-1990) | Zürich / Kloten (1961-1990) | Zürich / Kloten (1961-1990) | Zürich / Kloten (1961-1990) |
| 月份                        | 1月                         | 2月                         | 3月                         | 4月                         | 5月                         | 6月                         | 7月                         | 8月                         | 9月                         | 10月                        | 11月                        | 12月                        | 全年                        |
| --------------------------- | --------------------------- | --------------------------- | --------------------------- | --------------------------- | --------------------------- | --------------------------- | --------------------------- | --------------------------- | --------------------------- | --------------------------- | --------------------------- | --------------------------- | --------------------------- |
| 平均高温 °C（°F）           | 2.0 (35.6)                  | 4.5 (40.1)                  | 8.8 (47.8)                  | 13.2 (55.8)                 | 17.9 (64.2)                 | 21.2 (70.2)                 | 23.6 (74.5)                 | 22.7 (72.9)                 | 19.5 (67.1)                 | 13.7 (56.7)                 | 7.0 (44.6)                  | 3.1 (37.6)                  | 13.1 (55.6)                 |
| 平均低温 °C（°F）           | −4.1 (24.6)                 | −3.2 (26.2)                 | −0.7 (30.7)                 | 2.5 (36.5)                  | 6.4 (43.5)                  | 9.7 (49.5)                  | 11.6 (52.9)                 | 11.2 (52.2)                 | 8.5 (47.3)                  | 4.9 (40.8)                  | 0.2 (32.4)                  | −2.8 (27.0)                 | 3.7 (38.7)                  |
| 平均降水量 mm（）           | 67 (2.6)                    | 68 (2.7)                    | 68 (2.7)                    | 78 (3.1)                    | 96 (3.8)                    | 115 (4.5)                   | 106 (4.2)                   | 121 (4.8)                   | 83 (3.3)                    | 70 (2.8)                    | 84 (3.3)                    | 74 (2.9)                    | 1,031 (40.6)                |
| 平均相對濕度（％）          | 86.0                        | 81.5                        | 75.5                        | 72.8                        | 72.4                        | 72.9                        | 72.2                        | 75.2                        | 78.9                        | 84.9                        | 85.4                        | 86.1                        | 78.7                        |
| 月均日照時數                | 35                          | 69                          | 115                         | 144                         | 176                         | 191                         | 223                         | 195                         | 155                         | 92                          | 49                          | 31                          | 1,475                       |
| 来源：MeteoSchweiz          |                             |                             |                             |                             |                             |                             |                             |                             |                             |                             |                             |                             |                             |

## 政治
苏黎世市政委员会（德语：Stadtrat）作为苏黎世市的行政管理机构，同时也是合议机构。它由九名委员组成，每个委员主持一个部门。市政委员会的选举每四年举行一次，每个苏黎世市民都有权利当选为市政委员会委员。市长（德语：Stadtpräsident（in））同样由公开选举产生，但其他委员需要通过合议决定。市政委员会开会的地方位于苏黎世市政大厅，位于利马特河的左岸地区，建筑是1883年建造的文艺复兴风格。
2018-2022年的苏黎世市政委员会组成：
市长——科琳·毛赫（社会民主党）
第一副市长（兼经济部）——丹尼尔·洛伊皮（绿党）
第二副市长（兼学校与体育部）菲利波·罗伊滕内格尔（自由民主党）
保安部——卡琳·里卡尔特（绿党）
卫生与环境部——安德雷亚斯·豪里（绿色自由党）
土木工程与废物管理部——理查德·沃尔夫（替代名单）
建筑部——安德雷·奥德马特（社会民主党）
产业设施部——米哈埃尔·鲍莫尔（自由民主党）
社会部——拉菲尔·戈尔塔（社会民主党）
苏黎世市议会（德语：Gemeinderat）是苏黎世的立法机构，一共有125名成员，一般都在周三晚上在苏黎世市政厅开会。市议会选举基本上是通过比例代表制产生，同时设定了5%的准入门槛，以避免党派格局过于分散。
目前苏黎世市议会中最大的党派是社会民主党，共有43个席位，其次是自由民主党，一共21个席位。

## 行政區劃分

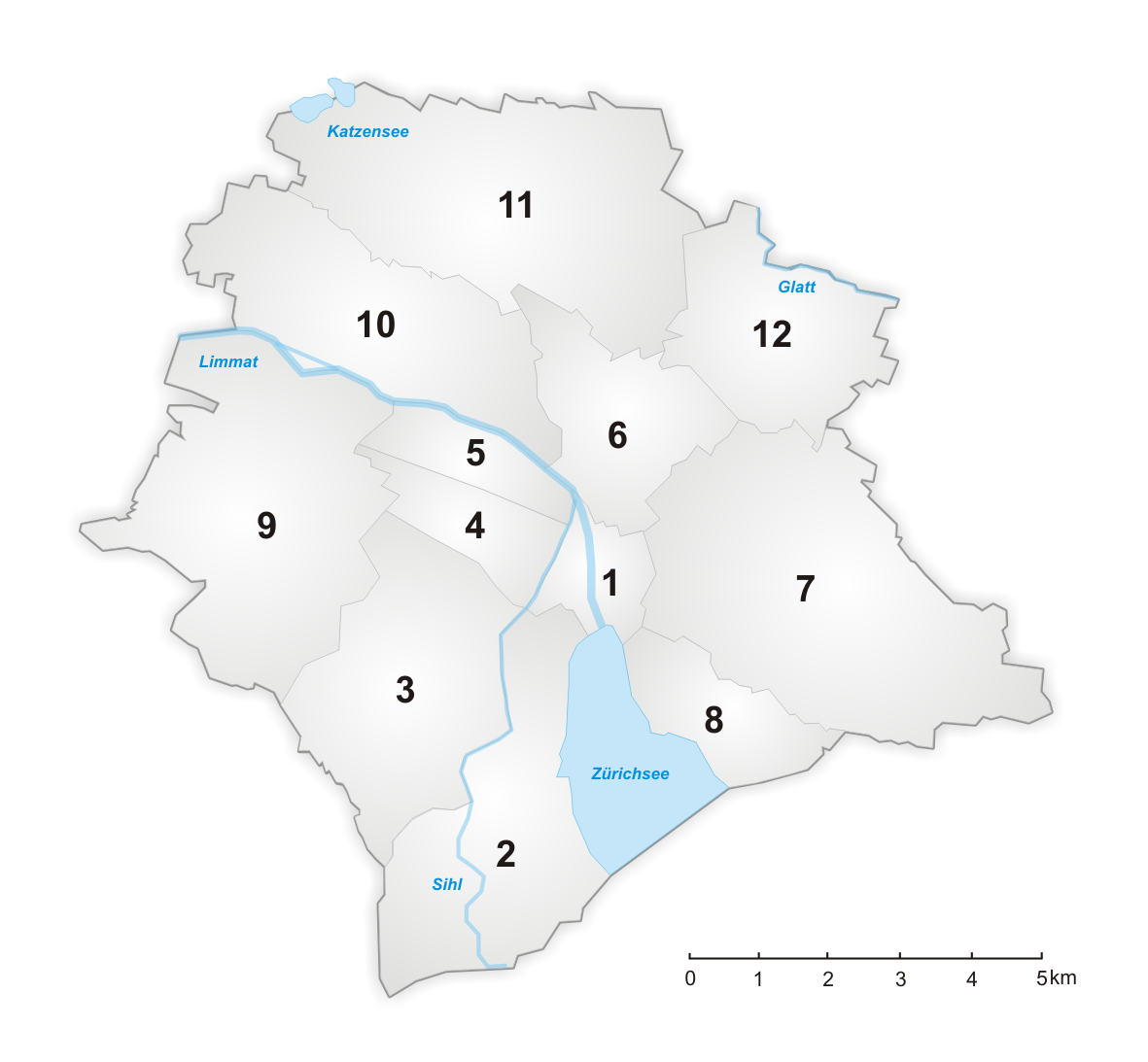
蘇黎世市十二個行政區

蘇黎世市的前邊界（1893年之前）或多或少是舊城區的代名詞。 1893年和1934年蘇黎世市與周圍的許多市鎮合併後，發生了兩次大範圍的城市範圍擴張，自19世紀以來，這些城市一直在不斷發展。如今，這座城市被劃分為十二個區（德語中稱為Kreis），編號為1到12，其中每個區都包含一到四個社區：
Kreis 1 第一區被稱為老城（Altstadt）包含利马特河源头两岸的舊城區，包含Hochschulen、Rathaus、Lindenhof和City的社區。
Kreis 2 第二區位於蘇黎世湖的西岸，包含Enge、Wollishofen和Leimbach社區。
Kreis 3 第三區被稱為Wiedikon，位於Sihl河与Uetliberg之間，包含Alt-Wiedikon、Sihlfeld和Friesenberg社區。
Kreis 4 第四區被稱為Aussersihl，位於Sihl河与苏黎世火车总站的火車軌道之間，並包含Werd、Langstrasse和Hard社區。
Kreis 5 第五區被稱為工業區（Industriequartier）位于利马特河和苏黎世火车总站的火車軌道之間，其中包含苏黎世的前工業區，該區已進行了大規模的重新分區，以創建高檔的現代住宅，零售和商業房地產。它包含Gewerbeschule和Escher-Wyss社區。
Kreis 6 第六區位於蘇黎世山（Zürichberg）的邊緣，該山丘俯瞰城市東部。 6區包含上斯特拉斯和下斯特拉斯的社區。
Kreis 7 第七區位於阿德利斯伯格（Adlisberg）小山和蘇黎世山（Zürichberg）的邊緣，在城市的東部。第7區包含Fluntern、Hottingen和Hirslanden的社區。這些社區是蘇黎世最富有和最傑出的居民的故鄉。 Witikon附近也屬於第7區。
Kreis 8 第八區正式稱為里斯巴赫（Riesbach），但通稱為Seefeld，位於蘇黎世湖東岸。 8區由Seefeld、Mühlebach和Weinegg組成。
Kreis 9 第九區位於北部的利馬特河和南部的Uetliberg之間。它包含Altstetten和Albisrieden社區。
Kreis 10 第十區位於利馬特河的東部，Hönggerberg和Käferberg山丘的南部。第10區包含Höngg和Wipkingen的社區。
Kreis 11 第十一區位於Hönggerberg和Käferberg北部，在Glatt山谷和Katzensee（貓湖）之間。它包含Affoltern、Oerlikon和Seebach的社區。
Kreis 12 第十二區被稱為Schwamendingen，位於蘇黎世山（Zürichberg）北側的Glattal（格拉特山谷）。第12區包含Saatlen、Schwamendigen Mitte和Hirzenbach的社區。

## 工商业
瑞银集团、瑞士信貸銀行、蘇黎世金融服務集團，以及許多私人銀行的總部都設於蘇黎世這個瑞士的商業中心。主要是由於瑞士銀行的保密能力，使蘇黎世成為離岸銀行業務的世界主要中心。金融方面的帳戶大約佔據整個城市四分之一的經濟活動。瑞士證券交易所的總部亦設於蘇黎世（參見瑞士銀行業）。
苏黎世都会区是瑞士的經濟中心及眾多國際公司的基地。2018年，蘇黎士州的人均國內生產總值為104,820瑞士法郎。

## 教育和研究

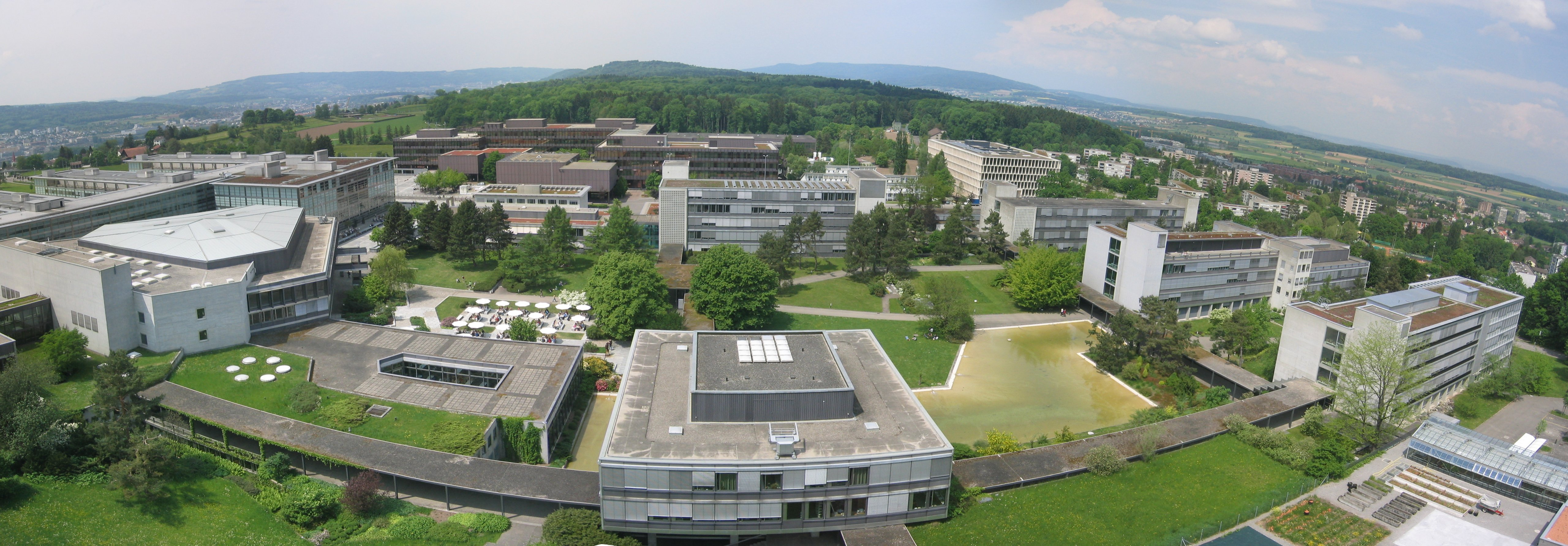
苏黎世联邦理工学院

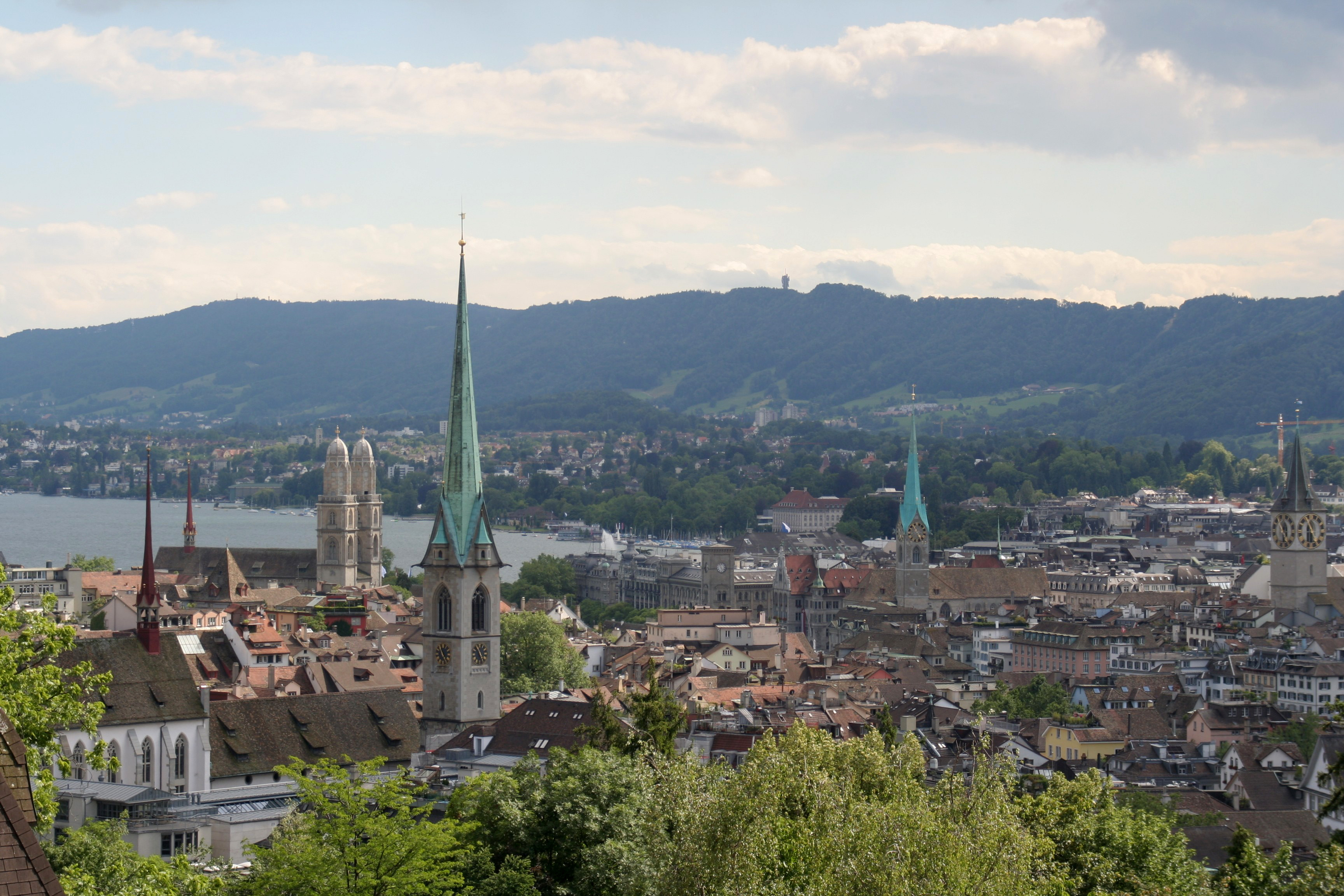
內城景像，可以見到四座主要教堂，背後是阿爾比斯山。

- 苏黎世大学
- 苏黎世联邦理工学院
- IBM Zurich Research Laboratory （页面存档备份，存于）

## 体育
- 蘇黎世足球俱樂部 （页面存档备份，存于） （德文）
- 蘇黎世草蜢足球俱樂部 （页面存档备份，存于） （德文）
- ZSC Lions冰球会 （页面存档备份，存于） （德文）
- 苏黎世Challengers棒球会 （页面存档备份，存于）
- 苏黎世Renegades美式足球会 （页面存档备份，存于） （德文）
- 國际足球联合会（FIFA）
- 国际田联黄金联赛苏黎世站（Weltklasse Zürich）
- 国际冰球协会（IIHF）
- 在湖泊、河流或戶外游泳池內游泳（六月－九月）

## 交通

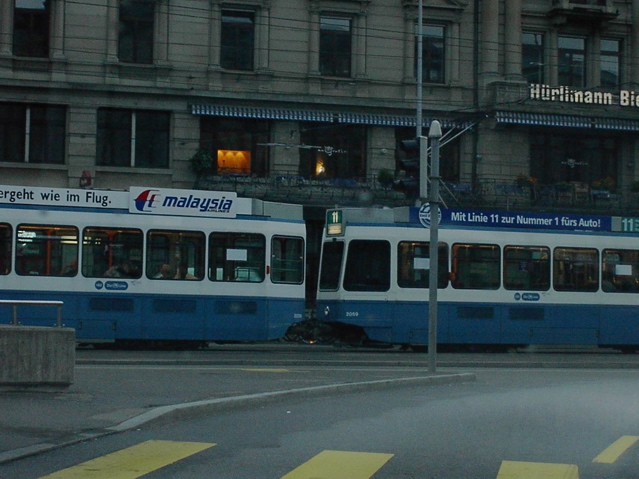
蘇黎世市區內的有轨電車

苏黎世为全国交通重要交汇点之一，苏黎世国际机场為瑞士最大的航空口岸，位於東北郊區不到10公里远的克洛滕。
苏黎世有多个火车站。其中苏黎世火车总站为全国最大火车站，还有苏黎世Oerlikon站、苏黎世史特荷芬站、及苏黎世Altstetten站等城郊铁路站。Cisalpino、ICE列车及TGV高速列车在苏黎世都有班次。
苏黎世通过A1、A3、A4高速公路连接西面的伯尔尼、日内瓦，东面的圣加仑，西北面的巴塞尔和东南面的萨甘斯。
苏黎世市內乃至苏黎世州，ZVV公共运输网络的交通密度在世界前列。若加以频率，以在苏黎世7分钟计，成为各维度最密集的网络。传言中央区地面沒有一点会在公共汽车、无轨电车、有轨电车车站或火车站150米以外。
公共运输网络还包括在河上或湖上的轮船、地面缆车以至來往阿德利斯維爾和Felsenegg之間的架空索道。購買公共交通票可以在区域内所有的公共运输（列車、有轨电车、无轨电车、公共汽車、轮船）上有效。

## 景點

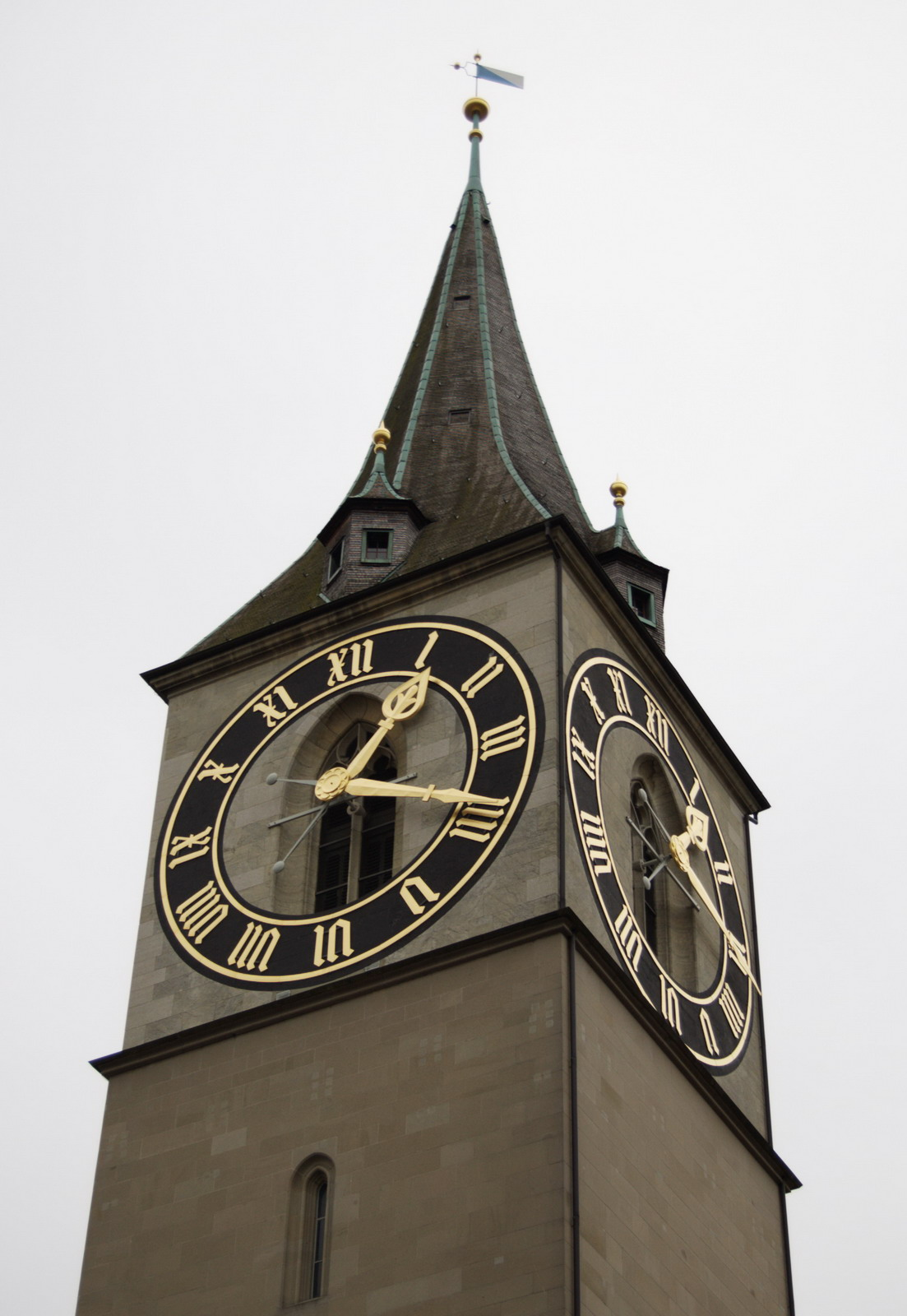
聖彼得教堂上的大鐘

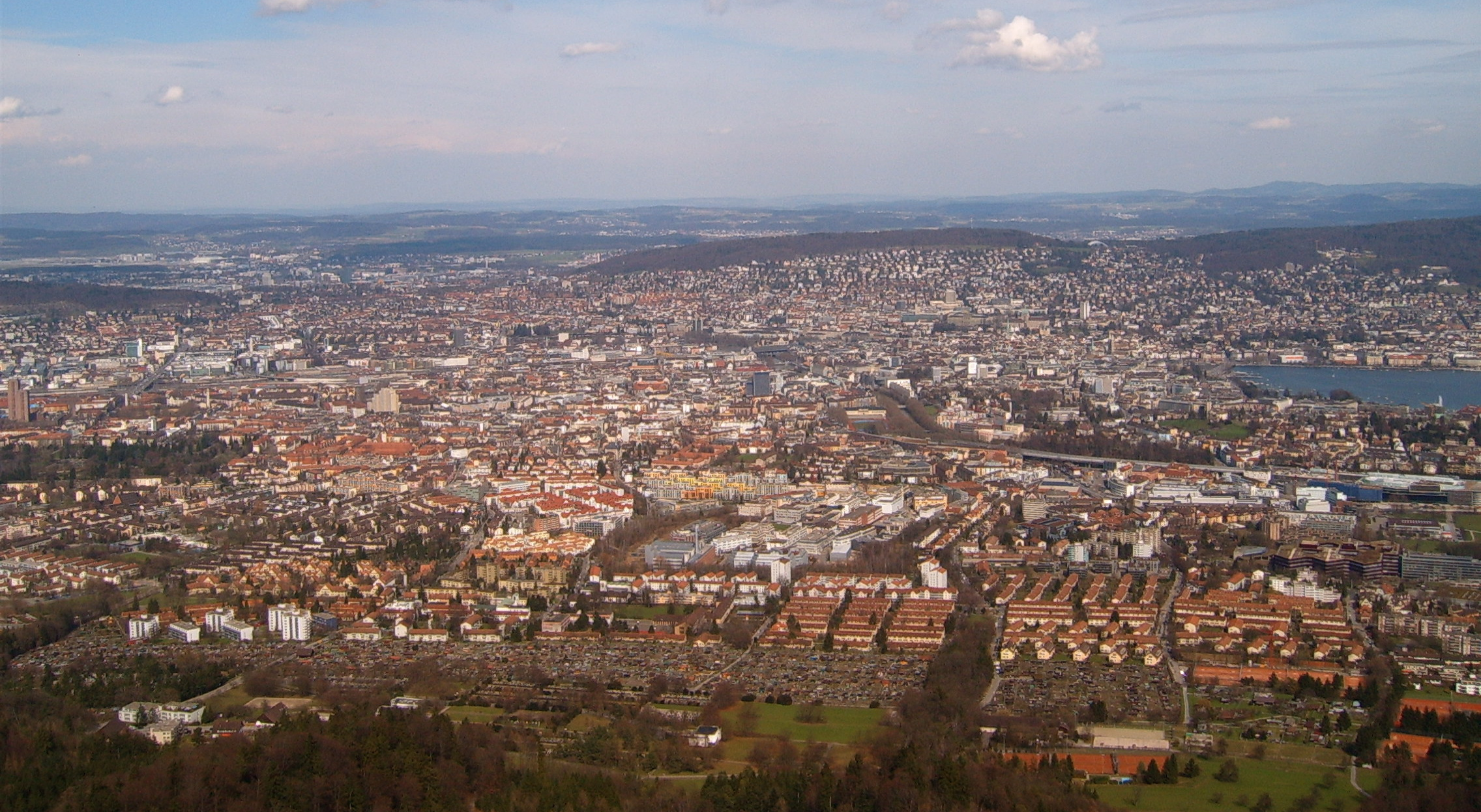
從玉特利山望向蘇黎世的景觀

### 教堂
- 苏黎世大教堂慈运理當牧師的地方，首建於820年，由查理大帝宣佈為帝國教會。
- 圣母大教堂首建於874年以前，羅馬式的唱詩班席可追溯至1250-70年，馬克·夏卡爾彩繪唱詩班席的玻璃窗（利馬特河的對面）。2004年圣母大教堂全面翻新。翻新期間在塔頂上的棚架可看到蘇黎世獨特的360度景觀。
- 聖彼得教堂（在舊城圣母大教堂下游），有歐洲最大的鐘面。

### 博物館
- Bärengasse博物館（Museum Bärengasse），展示18世紀城市歷史。
- 蘇黎世美術館（Kunsthaus Zürich），世上其中一個最大的經典現化藝術收藏地（孟克、畢卡索、布拉克、賈科梅蒂等）。 （页面存档备份，存于）
- 莱特博格博物馆（Museum Rietberg），展出亚洲、非洲及大洋洲的艺术品。 （页面存档备份，存于）
- Bellerive博物館（Museum Bellerive），位於湖畔一個山莊，是時裝、建築及設計的博物館。 （页面存档备份，存于）
- 蘇黎世藝術展覽館（Kunsthalle Zürich）
- 米格羅斯博物館（Migros Museum），展示現代及前衛國際藝術。 （页面存档备份，存于）
- 蘇黎世設計博物馆 （页面存档备份，存于）
- 瑞士国家博物馆（Landesmuseum），座落蘇黎世站對面的火車總站廣場。
- 咖啡博物館（Johann Jacobs Museum），展示殖民地美食及咖啡的歷史。 （页面存档备份，存于）
- 約翰納·施皮麗博物館
- Haus Konstruktiv藝術中心 （页面存档备份，存于）
- 北美原住民博物館（NONAM）（Nordamerika Native Museum）[永久]
- 醫學史博物館（Museum of the History of Medicine）

### 其他景點
- 林登霍夫山（Lindenhof）靠近聖彼得教堂，羅馬及中世紀古蹟。
- 沿河的公會（苏黎世大教堂下游）。
- 苏黎世老城（Altstadt），第1區，沿河兩岸。
- 車站大街（商店街）由火車總站起。
- 帕拉德廣場（Parade-Platz），蘇黎世火車總站中央的廣場，金融中心，有數家瑞士銀行：瑞士聯合銀行和瑞士信貸銀行的世界性總部。
- 蘇黎世動物園（Zoo Zürich）
- 馬索亞拉雨林生態系統（Masoala Regenwaldes）動物園內設有由馬達加斯加馬索亞拉國家公園帶來動植物的大型溫室
- 蘇黎世大學植物園（Botanischen Gartens der Universität Zürich）
- 蘇黎世中國園（Chinagarten） （页面存档备份，存于）
- 新Oerlikon（Neu Oerlikon），蘇黎世Oerlikon區的一部分：城市北部－Oerliker公園、MFO公園、Center-11大廈、普華永道大廈、ABB大廈、瑞士銀行大廈，及其他公眾地方。
- 蘇黎世湖（由蘇黎世流向拉玻斯維爾（Rapperswil），連接博登湖。
- 玉特利山（Üetliberg），海拔813米，有玉特利山電視塔。
- 弗倫特恩公墓
- 伏爾泰酒館（Cabaret Voltaire），達達主義的發源地。

## 知名人物
於苏黎世出生或逝世的名人：
- 慈运理（1484年 - 1531年），宗教改革者。
- 康拉德·格斯纳（1516年 - 1565年），博物學家，生卒都在苏黎世。
- 约翰·雅各布·策伊希策（Johann Jakob Scheuchzer，1672年 - 1733年），学者，生于苏黎世。
- 约翰·卡斯帕·拉瓦特尔（Johann Kaspar Lavater，1741年 - 1801年），诗人和相士，生于苏黎世。
- 约翰·海因里希·裴斯泰洛齐（1746年 - 1827年），教育改革家，生于苏黎世。
- 戈特弗里德·凯勒（Gottfried Keller，1819年 - 1890年），诗人，生卒都在苏黎世。
- 康拉德·费迪南德·迈耶（Conrad Ferdinand Meyer，1825年 - 1898年），诗人，生于苏黎世。
- 约翰娜·施皮里（1827年 - 1901年），海迪的作者，卒于苏黎世。
- Grand Duchess Marie Alexandrovna of Russia（1853年 - 1920年）愛丁堡公爵夫人，卒于苏黎世。
- 威廉·菲尔希纳（1877年 - 1957年），探險家，卒于苏黎世。
- 詹姆斯·乔伊斯（1882年 - 1941年），爱尔兰小说家，卒于苏黎世（葬于苏黎世弗倫特恩公墓）。
- 費利克斯·布洛赫（1905年 - 1983年），物理學家，生于苏黎世。
- 埃利亚斯·卡內蒂（1905年 - 1994年），小说家，卒于苏黎世。
- 馬克斯·弗里施（1911年 - 1991年），小说家，生卒都在苏黎世。
- 胡戈·科布勒特（Hugo Koblet，1925年 - 1964年），自行车冠军。
- 布魯諾·岡茨（1941年 - 2019年），演员。
- 马丁·祖特尔（Martin Suter，1948年生于苏黎世），作家。
- 露辛达·鲁（Lucinda Ruh，1979年生于苏黎世），花式滑冰選手。
- 海因茨·金特哈特（1959年生于苏黎世），职业网球员。
- 傅達仁（1933年生於中華民國山東省濟南市，卒於2018年6月7日，於此地執行協助自殺安樂死，並於台灣時間晚上7點37分與世長辭），台灣著名節目主持人

曾在蘇黎世居住過的名人：
- 特里斯坦·查拉（Tristan Tzara，1915年-1919年）
- 理查德·瓦格纳（1849年-1861年）
- 阿尔伯特·爱因斯坦（1896年-1900年、1909年-1911年、1912年-1914年）
- 弗拉基米尔·列宁（1917年）
- 托馬斯·曼（1933年-1942年）
- 库尔特·图霍夫斯基（1932年-1933年）
- 哈拉尔德·内格利（Harald Naegeli）
- 蒂娜·特纳
- 伊丽莎白·施瓦茨科普夫
- 安德烈亚斯·福伦魏德（Andreas Vollenweider）
- 莫里茨·洛伊恩贝格尔